# Кашупски језик
Кашупски језик (оригинално: kaszëbsczi jãzëk, Kaszëbë, pòmòrsczi jãzëk, kaszëbskò-słowińskô mòwa; пољ. Język kaszubski) је западнословенски језик, који је матерњи за око 108.000 људи јужно и западно од Гдањска на балтичкој обали Пољске. Језик разуме 250.000 до 300.000 људи. Постоји и народ Кашуби и област Кашубија.
Говорници немају статус националне, већ језичке групе. Реч кашуб потиче од kassub, што је традиционални огртач чланова ове заједнице.
То је једини живи језик из групе поморанских језика, док су остали језици (полапски, словиначки и стари поморански) већ нестали. Кашупском језику је најближи био сада већ изумрли словиначки језик, којим су говорили Словинци.
Кашупски је веома близак пољском језику, са којим дели већи део речника, граматике и начина творбе речи. Најважније разлике у односу на пољски су остаци старопруског језика, позајмљенице из немачког (око 5%), и правила акцента. Карактеристика кашупског је инверзија суседних фонема у односу на словенске језике: рецимо кашупски gard (град, тврђава) је у пољском gród.

## Историја кашупског језика
Од 15. века кашупски се записује латиничним алфабетом и по правилима пољске ортографије. Стандардизација никада није спроведена, тако да писци пишу у сопственим дијалектима. Најпознатији писац на кашупском био је Флоријан Чејнова (19. век).
Са пољске тачке гледишта, кашупски је одувек сматран дијалектом пољског језика. Аргументи за ово су језичка блискост и чињеница да су се говорници овог језика увек изјашњавали као Пољаци. Кашупски данас функционише као дијалект, односно за усмену комуникацију, а мање као писани језик. Званични језик је и у кашупским областима пољски.
У новије време, пољска држава помаже опстанку кашупског језика кроз медије и школство (основне и средње школе).

## Пример језика
Молитва Богу (Оченаш) на кашупском:
-{Òjcze nasz, jaczi jes w niebie, 

niech sã swiãcy Twòje miono, 

niech przińdze Twòje królestwò, 

niech mdze Twòja wòlô 

jakno w niebie tak téż na zemi. 

Chleba najégò pòwszednégò dôj nóm dzysô 

i òdpùscë nóm naje winë, 

jak i më òdpùszcziwómë naszim winowajcóm. 

A nie dopùscë na nas pòkùszeniô, 

ale nas zbawi òde złégò. Amen}-